# Nicolò Tresoldi
Nicolò Tresoldi (Cagliari, Italia, 20 de agosto de 2004) es un futbolista alemán que juega de delantero en el Club Brujas de la Primera División de Bélgica.

## Trayectoria
Nacido en Cagliari (Cerdeña), más tarde se instaló con su familia en Gubbio, donde empezó a jugar tanto al fútbol como al tenis antes de decantarse por el primer deporte.
Tras recibir ofertas de prueba en varios clubes italianos de alto nivel, en 2017 se trasladó con su familia a Hannover, Alemania, donde procedió a incorporarse al sector juvenil del Hannover 96. El 5 de enero de 2022, el delantero firmó su primer contrato profesional con el club. El 5 de enero de 2022, el delantero firmó su primer contrato profesional con el club, que se hizo efectivo cuando cumplió los 18 años.
Tras jugar en el equipo reserva del Hannover a finales de la temporada 2021-22, debutó como profesional con el Hannover 96 en la 2. Bundesliga el 15 de julio de 2022, contra el 1. FC Kaiserslautern, entrando como suplente de Maximilian Beier en el minuto 88; el partido acabó con derrota visitante por 1-2 para su equipo.
El 7 de junio de 2025 fichó por el Club Brujas, firmando hasta 2029.

## Selección nacional
Gracias a su doble nacionalidad, puede elegir entre representar a Italia, Argentina o Alemania en partidos internacionales.
El 25 de octubre de 2022 debutó con la selección alemana sub-19 en un partido amistoso contra España en el que perdió por 0-1.

## Vida personal
Nació en Italia, de padre italiano y madre argentina. Su padre, Emanuele Tresoldi, también era futbolista.
Domina cuatro idiomas: italiano, alemán, inglés y español.

## Estadísticas

### Clubes
Actualizado al último partido disputado el 18 de mayo de 2025.
| Club                      | Div.          | Temporada     | Liga  | Liga  | Liga   | Copas nacionales | Copas nacionales | Copas nacionales | Copas internacionales | Copas internacionales | Copas internacionales | Total | Total | Total  |
| Club                      | Div.          | Temporada     | Part. | Goles | Asist. | Part.            | Goles            | Asist.           | Part.                 | Goles                 | Asist.                | Part. | Goles | Asist. |
| ------------------------- | ------------- | ------------- | ----- | ----- | ------ | ---------------- | ---------------- | ---------------- | --------------------- | --------------------- | --------------------- | ----- | ----- | ------ |
| Hannover 96 II · Alemania | 4.ª           | 2021-22       | 4     | 0     | 0      | —                | —                | —                | ―                     | ―                     | ―                     | 4     | 0     | 0      |
| Hannover 96 II · Alemania | 4.ª           | 2022-23       | 7     | 3     | 0      | —                | —                | —                | ―                     | ―                     | ―                     | 7     | 3     | 0      |
| Hannover 96 II · Alemania | Total club    | Total club    | 11    | 3     | 0      | 0                | 0                | 0                | 0                     | 0                     | 0                     | 11    | 3     | 0      |
| Hannover 96 · Alemania    | 2.ª           | 2022-23       | 13    | 0     | 0      | 1                | 0                | 0                | ―                     | ―                     | ―                     | 14    | 0     | 0      |
| Hannover 96 · Alemania    | 2.ª           | 2023-24       | 30    | 7     | 1      | 1                | 0                | 0                | ―                     | ―                     | ―                     | 31    | 7     | 1      |
| Hannover 96 · Alemania    | 2.ª           | 2024-25       | 34    | 7     | 1      | 1                | 0                | 0                | ―                     | ―                     | ―                     | 35    | 7     | 1      |
| Hannover 96 · Alemania    | Total club    | Total club    | 77    | 14    | 2      | 3                | 0                | 0                | 0                     | 0                     | 0                     | 80    | 14    | 2      |
| Club Brujas · Bélgica     | 1.ª           | 2025-26       | 0     | 0     | 0      | 0                | 0                | 0                | 0                     | 0                     | 0                     | 0     | 0     | 0      |
| Club Brujas · Bélgica     | Total club    | Total club    | 0     | 0     | 0      | 0                | 0                | 0                | 0                     | 0                     | 0                     | 0     | 0     | 0      |
| Total carrera             | Total carrera | Total carrera | 88    | 17    | 2      | 3                | 0                | 0                | 0                     | 0                     | 0                     | 91    | 17    | 2      |

## Palmarés

### Títulos nacionales
| Título               | Club        | País    | Año  |
| -------------------- | ----------- | ------- | ---- |
| Supercopa de Bélgica | Club Brujas | Bélgica | 2025 |